# Kloster Valbonne (Alpes-Maritimes)

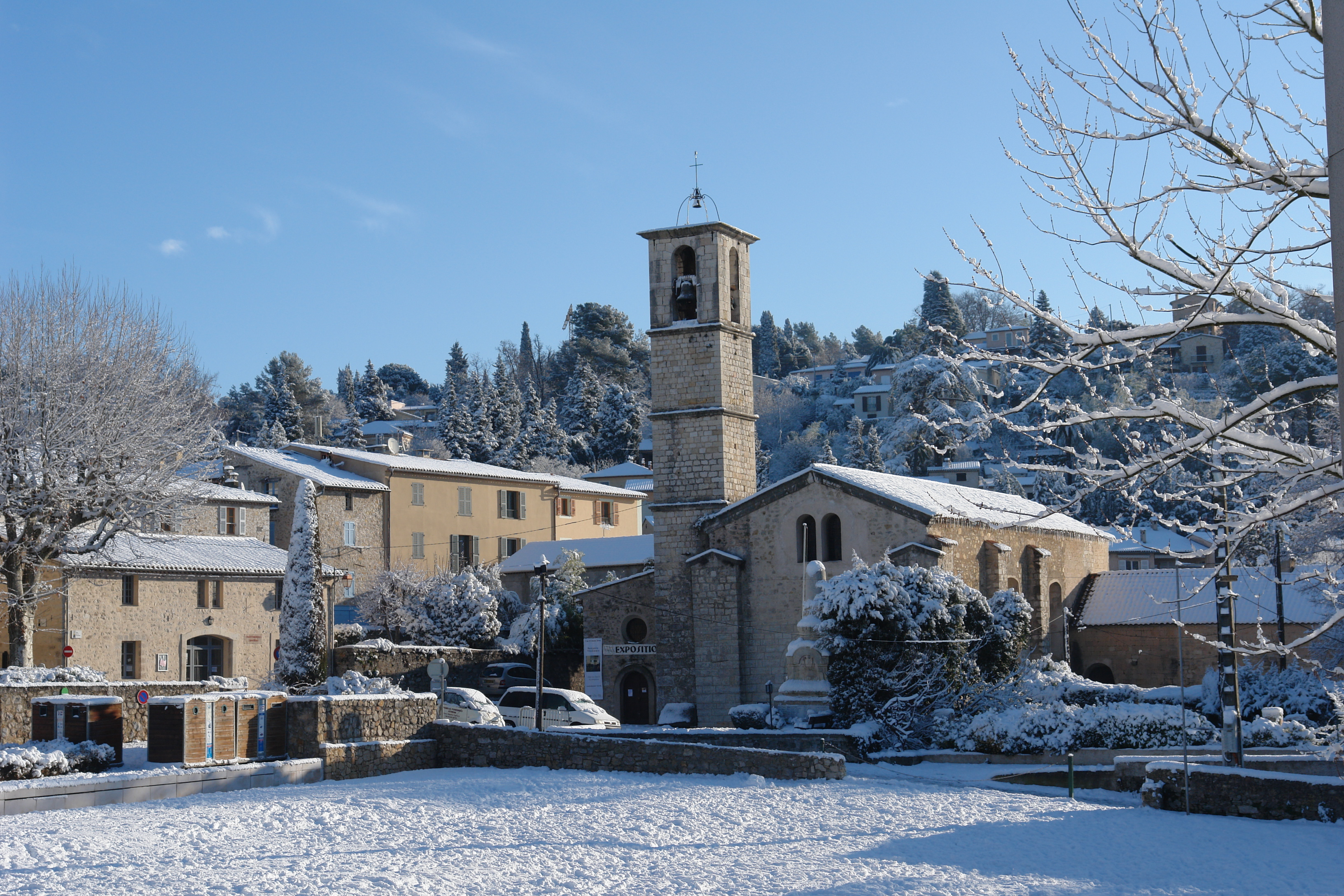
Kloster Valbonne

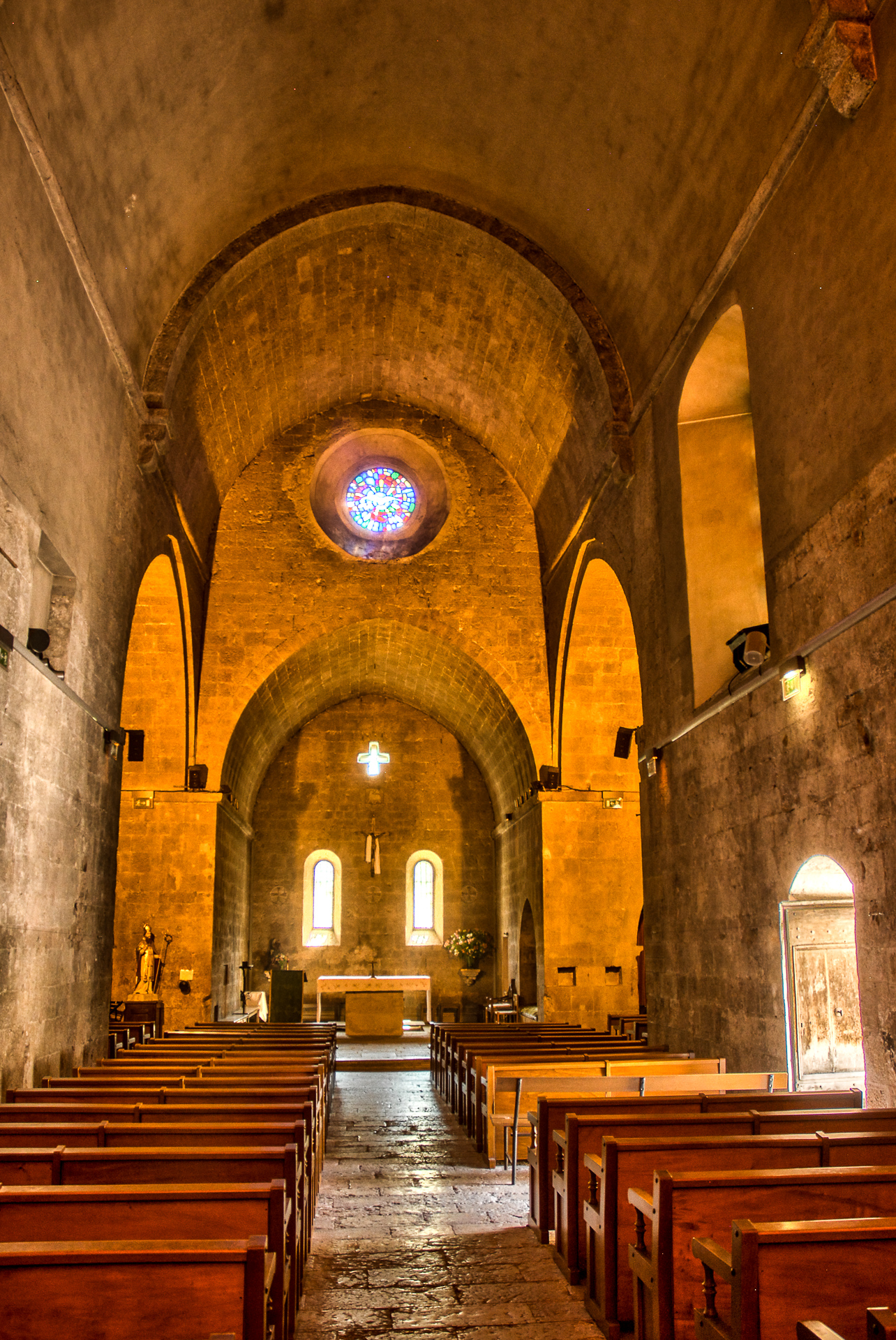
Blick in die Klosterkirche

Das Kloster Valbonne in Valbonne (Bistum Nizza) gehörte von 1199 bis 1297 zum Orden der Chalaisianer, von 1297 bis 1346 zur Benediktiner-Abtei Saint-André von Villeneuve-lès-Avignon und war von 1346 bis 1788 Priorat der Benediktiner-Abtei Lérins. Die Klosterkirche ist heute Pfarrkirche. Das Kloster ist nicht zu verwechseln mit dem Zisterzienser-Kloster Valbonne in Argelès-sur-Mer oder der Kartause Valbonne in Saint-Paulet-de-Caisson. Das Kloster ist seit 1984 als Monument historique klassifiziert.

## Geschichte
1199 gründeten Mönche des zum Orden von Chalais gehörigen Klosters Prads-Faillefeu (in Prads-Haute-Bléone) im Bereich der Ortschaft Sartoux (heute: Mouans-Sartoux) das Kloster Valbonne (nach lateinisch vallis bona = liebes Tal). 1285 geriet das Kloster in eine Führungskrise und ging 1297 in die Hände des Benediktiner-Klosters Saint-André von Villeneuve-lès-Avignon über. 1346 wurde es von Papst Clemens VI. der Benediktiner-Abtei Lérins zugesprochen und blieb Priorat bis 1788. Dann kam es zur Auflösung. Die Klosterkirche aus dem 13. Jahrhundert überlebte als Pfarrkirche (Blasiuskirche) der Ortschaft Valbonne, die sich ab 1519 um das Kloster geformt hatte. Seit 1984 steht sie zusammen mit den verbliebenen Konventgebäuden unter Denkmalschutz. Sie ähnelt den frühen Kirchen der Zisterzienser. Der unzisterziensische Kirchturm wurde erst im 19. Jahrhundert errichtet.